# رود سميث (شاعر)
رود سميث (بالإنجليزية: Rod Smith)‏ هو شاعر أمريكي، ولد في 1962 في غاليبوليس في الولايات المتحدة.